# Coccophagus ophicus
Coccophagus ophicus är en stekelart som beskrevs av Husain och Agarwal 1982. Coccophagus ophicus ingår i släktet Coccophagus och familjen växtlussteklar. Inga underarter finns listade i Catalogue of Life.